# Euxoa distincta
Euxoa distincta är en fjärilsart som beskrevs av Tutt 1892. Euxoa distincta ingår i släktet Euxoa och familjen nattflyn. Inga underarter finns listade i Catalogue of Life.